# 黄强 (水利工程专家)
黄强(1958年8月—)，四川绵阳人，中共党员，西安理工大学水利水电学院院长，教授，从事水利工程学科、水文学及水资源方向的研究。主持多个中国国家重大基础研究计划“973”专题项目，合著多本著作，发表论文数百篇，获得多项中国国家专利。

## 生平
1982年获陕西机械学院（今西安理工大学）水利系学士学位并留校任教；1987年、1995年先后获得水文学及水资源学科硕士和博士学位；
1996年晋升为教授，2006年起任水利水电学院院长。

## 学术兼职
国务院学位委员会第六届学科评议组水利工程组成员、国家自然科学基金委员会第十三届工程与材料科学部专家评审组成员、高等学校水利学科教学指导委员会委员、西安理工大学水文水资源学科学术带头人、陕西省学位委员会第三届学科评议组成员；
《电网与清洁能源》副主编、《人民黄河》、《西安理工大学学报》等期刊编委，
陕西省水力发电工程学会副理事长、西安能源研究会副理事长、陕西水利学会水资源专业委员会委员、黄河水利出版社“全国高等院校校水利水电类精品规划教材”审编委员会副主任。 